# Thrash metal
Thrash metal je mnohem rychlejší odnoží heavy metalu. Jeho charakteristickým rysem je především agresivnější zvuk kytary a zpěvu a dodávání hardcore punkových vlivů do metalu.
Původ thrash metalu se dá vysledovat do první poloviny 80. let 20. století, kdy mnoho kapel začalo kombinovat rychlost speed metalu s důrazem hardcore punku, čímž vytvořily nový styl. Na rozdíl od svého nejbližšího příbuzného, speed metalu, je tento styl o dost agresivnější a spontánnější. Mnoho skupin, které se proslavily jako thrashmetalové, začínalo jako speedmetalové – Metallica, Slayer, Razor, Whiplash.
Thrash metal je založený na rychlém tempu, rychlých či komplikovaných rytmicky sekaných kytarových riffech, občas na pozadí kytarových sól. Právě rychlost a členitá rytmická struktura skladeb je to, co běžně definuje thrash metal. Také se vyznačuje rychlým, intenzívním bubnováním (thrashoví bubeníci často používají dvojpedálové bicí).
Na konci 80. let 20. století dosáhl thrash metal svého vrcholu popularity, která následně začala klesat. Kapely, které zůstaly věrné stylu, další nové kapely a obrovská masa příznivců (známí jako thrasheři) ho udržují při životě dodnes.[zdroj?]
Poprvé byl termín thrash metal použit v recenzi na album Spreading the Disease (1985) od skupiny Anthrax. Právě Anthrax byli v osmdesátých letech, spolu s dalšími skupinami tzv. velké thrashové čtyřky Slayer, Metallica a Megadeth považováni za průkopníky thrash metalu. V USA vznikly dvě velké scény, z nichž první je Bay Area v oblasti Sanfranciského zálivu. Do ní patří Metallica, Megadeth, Testament, Possessed, Death Angel, Exodus, Flotsam&Jetsam, Forbidden, Vio-lence. Druhá významná scéna vznikla v New Yorku, a oproti té kalifornské je více ovlivněna hardcorem. Z New Yorku a okolí pocházejí Anthrax, Nuclear Assault, Toxic a další. V Německu tento styl hráli Destruction, Kreator, Sodom, Exumer, Holy Moses, nebo Protector. Z Velké Británie pocházejí například Xentrix, Sabbat a Onslaught. Zbytek světa zastupují Sepultura, Sarcófago a Holocausto z Brazílie, Razor a Annihilator z Kanady, Buldozer a Necrodeath z Itálie, nebo Coroner ze Švýcarska. Nejznámějšími českými thrashmetalovými kapelami jsou Arakain, Asmodeus, Debustrol a Kryptor. Na konci osmdesátých let byli populární také Assesor, Terminator a Brian.

## Začátky
I když se pro většinu fanoušků historie thrash metalu začíná psát až rokem 1981, skutečné počátky tohoto stylu se datují o mnoho dřív: první riff písně „Symptom of the Universe“ (1975) legendárních Black Sabbath je pravděpodobně jeden z prvních thrashových riffů, i když jejich písně „Into the Void“ a „Children of the Grave“ (obě 1971) měly také velký význam pro rozvoj tohoto hudebního stylu. Jiní znalci poukazují na skladbu „Stone Cold Crazy“ (1974) od anglických Queen, která byla na svou dobu neobyčejně tvrdá a rychlá a později ji do svého repertoáru zařadila nejúspěšnější a nejznámější dříve thrashová skupina Metallica. Podobná této byla i píseň „Modern Times Rock And Roll“ z prvního alba Queen (1973). Nejrychlejší ukázky rané thrashové muziky měla na svém albu pravděpodobně německá progresivní parta Night Sun. Nebylo by na škodu vzpomenout také Iggyho Popa a jeho kapelu The Stooges, kteří svými skladbami „I Got a Right“ a „Gimme Some Skin“ hluboce ovlivnili Motörhead.
Newyorská kapela Overkill (název si zvolili podle alba Motörhead Overkill, 1979) v roce 1981 napsala song „Unleash the Beast Within“, který je považován za první skutečnou thrashovou skladbu. O něco později kapela Leather Charm, ve které působil James Hetfield, napsala skladbu „Hit the Lights“. Když se kapela rozpadla, James ji zařadil do repertoáru své další skupiny Metallica, kde ji upravil bývalý člen skupiny, Dave Mustaine. Poté byla vydána na debutovém albu Kill 'Em All. Skupina Metal Church v letech 1980–81 vyprodukovala několik protothrashmetalových skladeb, podobných pokusům rané Metallicy a Overkillu.
První thrashmetalové demo nahráli pravděpodobně Metal Church pod názvem Red Skies koncem roku 1981. Toto instrumentální demo nezískalo většího ohlasu, na rozdíl od jejich dalšího dema z října 1982 Four Hymns.
Metallica přišla na thrashovou scénu jako druhá (demo Power Metal v dubnu 1982, a potom No Life 'til Leather v červenci) a první se studiovým albem (Kill 'Em All, července 1983). V Evropě mezitím Artillery nahráli demo We Are the Dead, silně ovlivněné tvorbou Black Sabbath; nebylo proto tak rychlé jako americký thrash, i když mělo podobné riffy jako Metallica.

## Příchod na scénu
Thrash metal se vynořil okolo roku 1984, když Anthrax přišli se svou hymnou „Metal Thrashing Mad“, Overkill vydali své druhé demo Feel the Fire a Slayer nahráli směrodatné Haunting the Chapel. Tento vývoj vedl k temnějšímu a tvrdšímu thrashi, což se odrazilo na albech Exodus (Bonded by Blood) a Slayer (Hell Awaits). V Německu Destruction vydali svůj debut Infernal Overkill. V Kanadě Eudoxis, kteří se proslavili vystupováním v plné zbroji, kovových cvokách a s bicími z nerezové oceli, vynesli na světlo světa demo Metal Fix (1985). Také Megadeth, kapela, kterou zformoval bývalý člen Metallicy Dave Mustaine, debutovali se svou nahrávkou Killing Is My Business... and Business Is Good!. Megadeth zkombinovali thrashmetalové riffy se sóly podobné Judas Priest a tento koncept nejlépe zrealizovali roku 1990 na nahrávce Rust in Peace.
Dalším milníkem se stal rok 1986. Několik nejlepších thrashmetalových alb všech dob[zdroj?] bylo vydáno právě v tomto roce. Dark Angel vydali své podceňované album Darkness Descends, jedno z nejtvrdších a nejrychlejších thrashmetalových alb všech dob. Slayer přišli s dnes už klasickým Reign in Blood a němečtí thrasheři Kreator vydali brutální výtvor Pleasure to Kill, čímž ovlivnili death metal. Megadeth vydali desku Peace Sells... But Who's Buying?, Metallica své legendární album Master of Puppets a Nuclear Assault přišli s hardcore punkem ovlivněným thrashovým opusem Game Over.
Roku 1987 skupina Anthrax vydala své nejúspěšnější album Among the Living, kterým se jim znova otevřela thrashová scéna. Jejich skladby byly trochu melodičtější, než to bylo v té době v thrashi běžné, a to hlavně zásluhou chytlavých riffů a melodičtějším, ne tolik "štěkaným" zpěvem. Také jejich pojetí textů se lišilo od jiných thrashových kapel té doby. Jiné skupiny braly texty vážněji, zatímco texty Anthrax hraničily s parodií (především ve skladbách: N.F.L., I Am the Law, A Skeleton In the Closet – všechny z alba Among the Living). Jejich texty ještě doplňovaly humorná vystoupení na pódiích.
V roce 1987 vydali svůj debut američtí thrasheři Testament, The Legacy. Testament všeobecně kladli důraz na progresivnější prvky thrash metalu, jejich skladby byly oproti konkurenci melodičtější. Texty se zaobíraly především okultní a satanistickou tematikou, což bezpochyby ovlivnilo textovou stránku death metalu.
V polovině 80. let se thrash metal začal dělit na vícero stylů a měl vliv na množství skupin, např. Death a Possessed. Possessed patří mezi první deathmetalové kapely; roku 1984 vydali svoje první demo v thrashmetalovém stylu, ale s výrazně temnějším zvukem. Takovýto temný thrash se začal nazývat death metal.
V roce 1988 Suicidal Tendencies, kteří byli předtím poctivou hardcore kapelou, vydali své první album u velké společnosti – How Will I Laugh Tomorrow If I Can't Even Smile Today?. Album mělo thrashové kytarové riffy a zvuk byl celkově „metalový“, s komplikovanější strukturou skladeb než na předcházejících albech a vzhledem ke kořenům kapely v hardcore byly skladby melodické a měly chytlavé refrény.
Okolo roku 1988 už byl thrash nasycený novými kapelami, ale klasické počiny se nepřestávaly nahrávat. Třetí album Sepultury, Beneath the Remains (1989) kapele přinesl pozornost mainstreamového publika. Vio-lence vydali album Eternal Nightmare (1988), které v sobě spojuje nekompromisnost thrashových riffů s hardcorovými vokály.
Progresívní album Rust in Peace (1990) se do dnešního dne považuje za nejvydařenější kousek Megadeth. Svou skladbou „One“ z alba …And Justice for All (1988), s extrémně komplexní strukturou skladby, Metallica položila základy progresivního metalu.

## 90. léta
Thrashové skupiny 90. let přišly s novějším, progresívnějším zvukem, zatímco tradiční thrash metal byli částečně vnímané už jen jako přežitek. Ale i z tohoto období vzniklo několik skvělých kousků, například album Night of the Stormrider (1992) od Iced Earth, které kombinovalo power metal s thrashem nebo Sacred Reich a jejich třetí deska Independent (1993) a album skupiny Megadeth Rust In Peace (1990). Avšak mnohé skupiny, jako například Machine Head a Pantera se později zaměřily na pomalejší a zatěžkanější.
I když dominantním stylem rockové muziky 90. let byl alternativní rock, thrash měl také nezanedbatelný vliv. Oblíbená funkmetalová skupina Primus, ve které hrál bývalý kytarista Possessed Ler LaLonde, především ve své rané tvorbě mixovala funkový styl baskytary se značně thrashově ovlivněnými riffy.
V roce 1991 Metallica vydala rádiově orientované metalové album (často nazývané Black album, černé album), které kapele přineslo obrovský komerční úspěch. Následovala alba Load (1996) a ReLoad (1997), které se nesou spíše ve stylu alternativního rocku, blues a jižanského rocku.

## Opětovný vzestup a nárůst popularity (2000–)
V posledních letech[kdy?] si thrash, mezitím už považovaný spolu s jinými styly „extrémního metalu“ za mrtvý, začal získávat nové mladé publikum a pomalu došlo k opětovnému nárůstu popularity žánru a k nárůstů fanouškovské základny. Termín Nová thrashmetalová vlna, jak bývají thrashové kapely vzniklé po příchodu nového milénia označovány, s sebou přinesla i řadu nahrávek, které z větší části navazují na tradici alb z osmdesátých let, rovněž však v sobě obsahují v menším počtu vlivy novějších metalových žánrů. Za základní pilíře nové generace thrashových kapel lze považovat Municipal Waste a především jejich druhé album Hazardous Mutation (2005), dále určitě nesmíme přehlédnout nekompromisní Violator – Chemical Assault (2006), Gama Bomb – Citizen Brain (2008), Evile – Enter The Grave (2006), Toxic Holocaust – An Overdose of Death (2008), Angelus Apatrida – Evil Unleashed (2006), Warbringer – War Without End (2008), Vektor – Black Future (2009) a v neposlední řadě také Havok, jednu z vůdčích kapel s jejich druhou deskou Time Is Up (2011)

## Nejdůležitější interpreti (1980–1995)
- Acid Reign
- Agent Steel
- Agnostic Front
- Annihilator
- Anthrax
- Arbitrator
- Artillery
- Assassin
- Atrophy
- Attomica
- Carnivore
- Coroner
- Corrosion of Conformity
- Cryptic Slaughter
- Cyclone Temple
- DAM
- D.R.I.
- Dark Angel
- Death Angel
- Deathrow
- Defiance
- Demolition Hammer
- Destruction
- Evildead
- Exhorder
- Exodus
- Exumer
- Forbidden
- Flotsam And Jetsam
- Gladiator
- Gwar
- Hallows Eve
- Heathen
- Holy Moses
- Holy Terror
- Iced Earth
- Infernäl Mäjesty
- Invocator
- Kreator
- Lääz Rockit
- M.O.D
- Megadeth
- Mekong Delta
- Metal Church
- Metallica
- Morbid Saint
- Mortal Sin
- Necronomicon
- Nuclear Assault
- Onslaught
- Overkill
- Pantera
- Paradox
- Possessed
- Protector
- Ratos de Porăo
- Razor
- Rigor Mortis
- S.O.D
- Sabbat
- Sacred Reich
- Sacrifice
- Sadus
- Sepultura
- Slayer
- Sodom
- Stone
- Suicidal Tendencies
- Tankard
- Testament
- Toxik
- Uncle Slam
- Venom
- Vio-lence
- Voivod
- Watchtower
- Wehrmacht
- Whiplash
- Xentrix
- Zoetrope

## Nová thrashmetalová vlna (2000–)
- 4Arm
- Angelus Apatrida
- Bio-Cancer
- BOB
- Bonded By Blood
- Crisix
- Diamond Plate
- Dr. Living Dead!
- Evile
- Essence
- Exmortus
- Fueled by Fire
- Gama Bomb
- Generation Kill
- Ghoul
- Hatchet
- Hatriot
- Havok
- Injury
- Iron Reagan
- Legion of the Damned
- Lich King
- Lost Society
- Mantic Ritual
- Mortillery
- Municipal Waste
- Nervosa
- Pessimist
- Power Trip
- Ramming Speed
- Razormaze
- Revocation
- Rotten State
- Savage Messiah
- Shrapnel
- Slasher
- Space Eater
- SSS
- Suicidal Angels
- Shady Glimpse
- Tantara
- Toxic Holocaust
- Ultra-Violence
- Untimely Demise
- Vektor
- Vindicator
- Violator
- Warbringer

## Československá thrashová scéna (1986–1993)
Mezi prvními thrashovými kapelami byli Debustrol a Tormentor, kteří vznikli v roce 1986, v roce 1987 byl založen Kryptor. Debustrol vydal své první demo Vyznání smrti (1988), Tormentor demo Revenge of Death (1988) a Kryptor demo Neřest a ctnost (1988), kapely vydaly album až po pádu komunismu po listopadu 1989, protože to do té doby nebylo možné. Kryptor vydali roku 1990 Septical Anaesthesia a Debustrol v roce 1991 Neuropatolog. Tormentor vydal jen demonahrávky a v roce 1993 split Creations from a Morbid Society. Na Slovensku vznikla v roce 1988 kapela Editor, demo The Flood After Us bylo vydáno v roce 1989, album vyšlo až v roce 1994 pod názvem Shut Up!.
- Acheron (SK)
- Anachronic
- Arakain
- Asmodeus
- Assesor
- Atomic
- Attack
- Bastard (SK)
- Bethrayer
- Brian
- Calibos
- Crionic
- Dark Mordor (SK)
- Debustrol
- Denet
- Deus Pacis (SK)
- Doktor Triceratops
- Editor (SK)
- Ferat
- Gladiator (SK) dříve
- Kabát (dříve)
- Kelt (SK)
- Krabathor (dříve)
- Kryptor
- Prosektura
- Sax
- Section Brain
- Shaark
- Skramasax
- Striga (SK)
- Šakal (SK)
- Tarantula
- Terminator
- Tormentor
- V.A.R
- Virus

### Po roce 2000
- Acid Force (SK)
- Anstratus (SK)
- Bajonet
- Catastrofy (SK)
- Comander
- DeadKillers
- Destroy!
- Exorcizphobia
- Horrible Creatures
- KAAR
- Kremulátor
- Lahar
- Laid to Waste
- Majster Kat (SK)
- Murder Inc.
- Radiolokator
- Refore